# Kazaški rajon
Kazaški rajon (azerski: Qazaxı rayonu) je jedan od 66 azerbajdžanskih rajona. Kazaški rajon se nalazi na sjeverozapadu Azerbajdžana na granici s Armenijom i Gruzijom. Središte rajona je Kazah. Površina Kazaškog rajona iznosi 700 km². Kazaški rajon je prema popisu stanovništva iz 2009. imao 89.377 stanovnika, od čega su 43.672 muškarci, a 45.705 žene.
Kazaški rajon se sastoji od 22 općine.